# 下總松崎站
下總松崎站（日语：／ Shimōsa-Manzaki eki */?）是位於千葉縣成田市大竹340號，東日本旅客鐵道（JR東日本）的成田線（我孫子支線）車站。

## 歷史
- 1901年（明治34年）8月10日：成田鐵道成田站至安食站之間開設松崎站（日语：／）[1]。為旅客和貨物車站。
- 1920年（大正9年）9月1日：成田鐵道被國有化（日语：鉄道敷設法），成為國有鐵道車站[1]。同時車站改名為下總松崎站。
- 1961年（昭和36年）11月1日：結束貨物起卸業務。
- 1973年（昭和48年）10月1日：成田線我孫子站至成田站之間電氣化。
- 1987年（昭和62年）4月1日：伴隨國鐵分割民營化，車站由東日本旅客鐵道（JR東日本）營運[1]。
- 2001年（平成13年）11月18日：此站開始可以使用IC卡「Suica」[2]。
- 2006年（平成18年）1月：跨線橋進行再次塗裝工程。
- 2007年（平成19年）12月：包含車站大樓上蓋在內，牆身和候車室進行塗裝工程。

## 車站構造
此站是地面車站，設有2面2線的相對式月台。兩月台之間設有跨線橋連接。車站大樓是一座木造建築物。在1號月台上設有廁所（男女分開的濕廁）。曾經此站設有男女共用旱廁。
此站是由成田站管理的業務委託車站，委托JR東日本車站服務負責車站業務。車站職員只於日間（9:30 - 16:30）營業。此站設有POS終端、自動售票機、乘車站證明票發行機和簡易Suica閘機。此站沒有自動閘機和MARS終端，不可購買Suica定期票（包括繼續購買）和使用信用卡購買車票。

### 月台
| 月台 | 路線                  | 上下行 | 方向                               |
| ---- | --------------------- | ------ | ---------------------------------- |
| 1    | ■成田線（我孫子支線） | 下行   | 成田、千葉、佐原方向               |
| 2    | ■成田線（我孫子支線） | 上行   | 安食、我孫子、上野、品川、水戶方向 |

參考
- 月台可容納10卡車廂。但是最長可讓12卡編車廂停靠，包含臨時列車在內，沒有11卡以上的車廂駛入此站。此站只有10卡停止位置目標（日语：停止位置目標）。
- 此站較多列車進行列車交會。
- 1號月台的方向為「佐倉、佐原」，2號月台的方向為「土浦、水戶」。

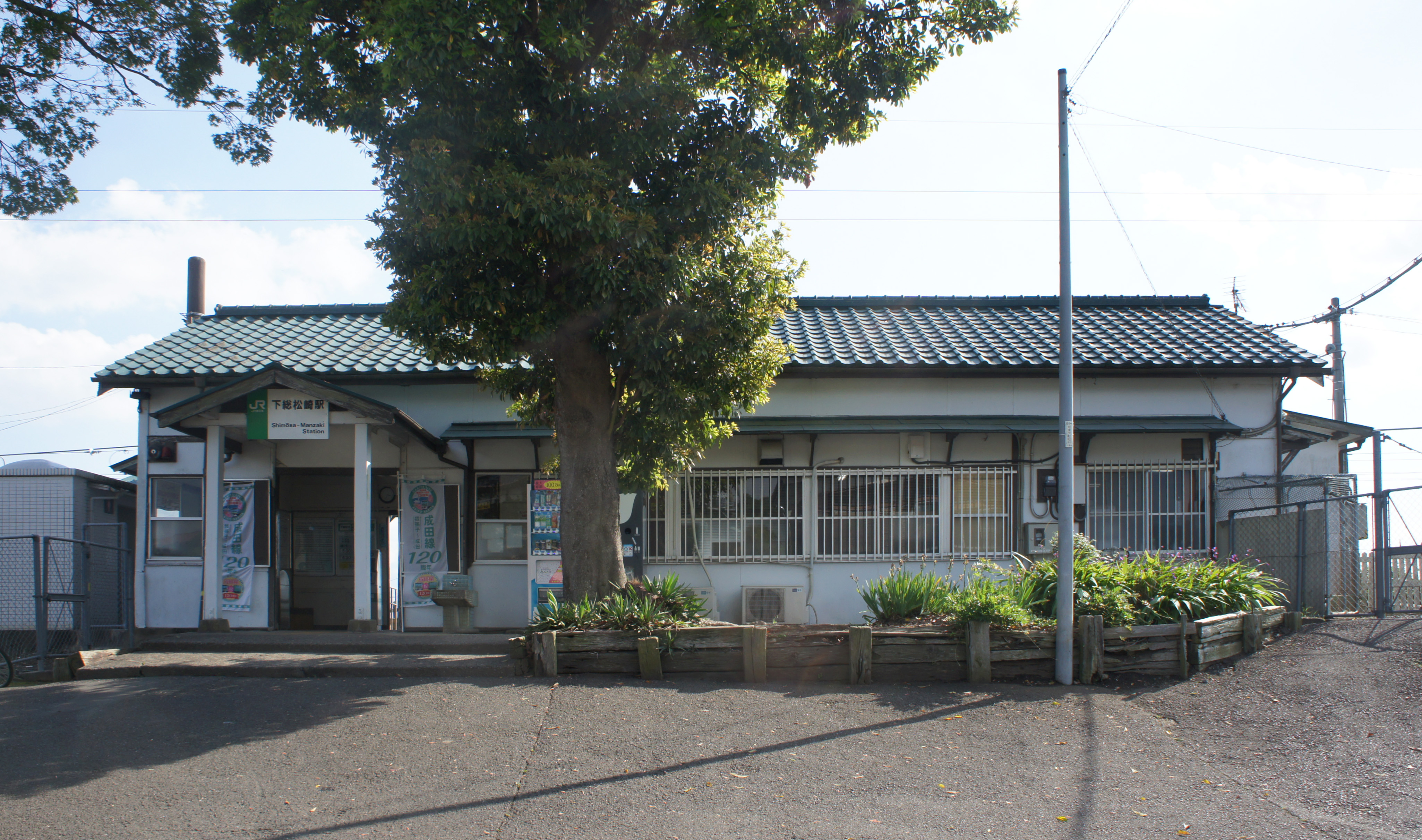
旧車站大樓（2021年5月）
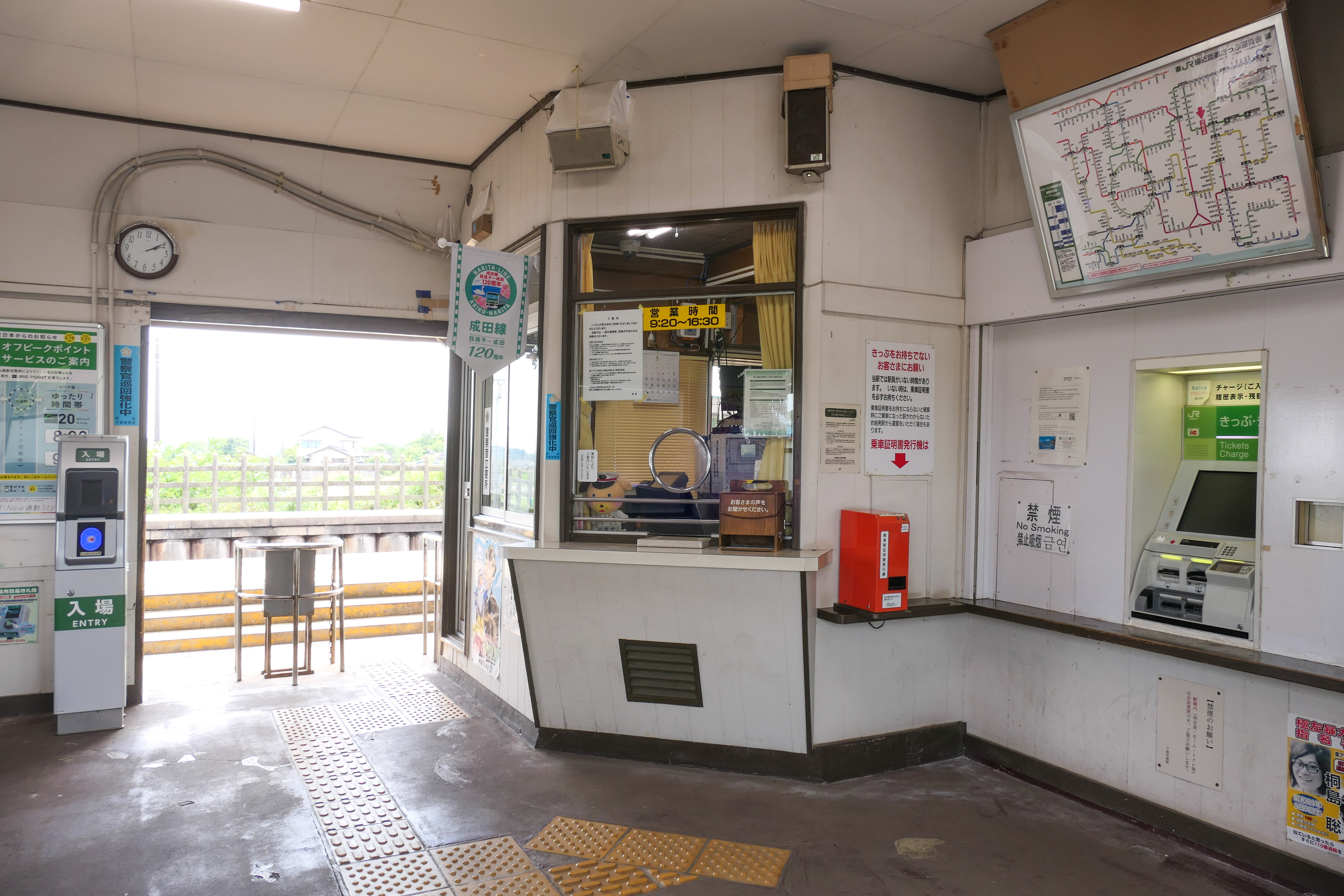
閘口（2021年5月）
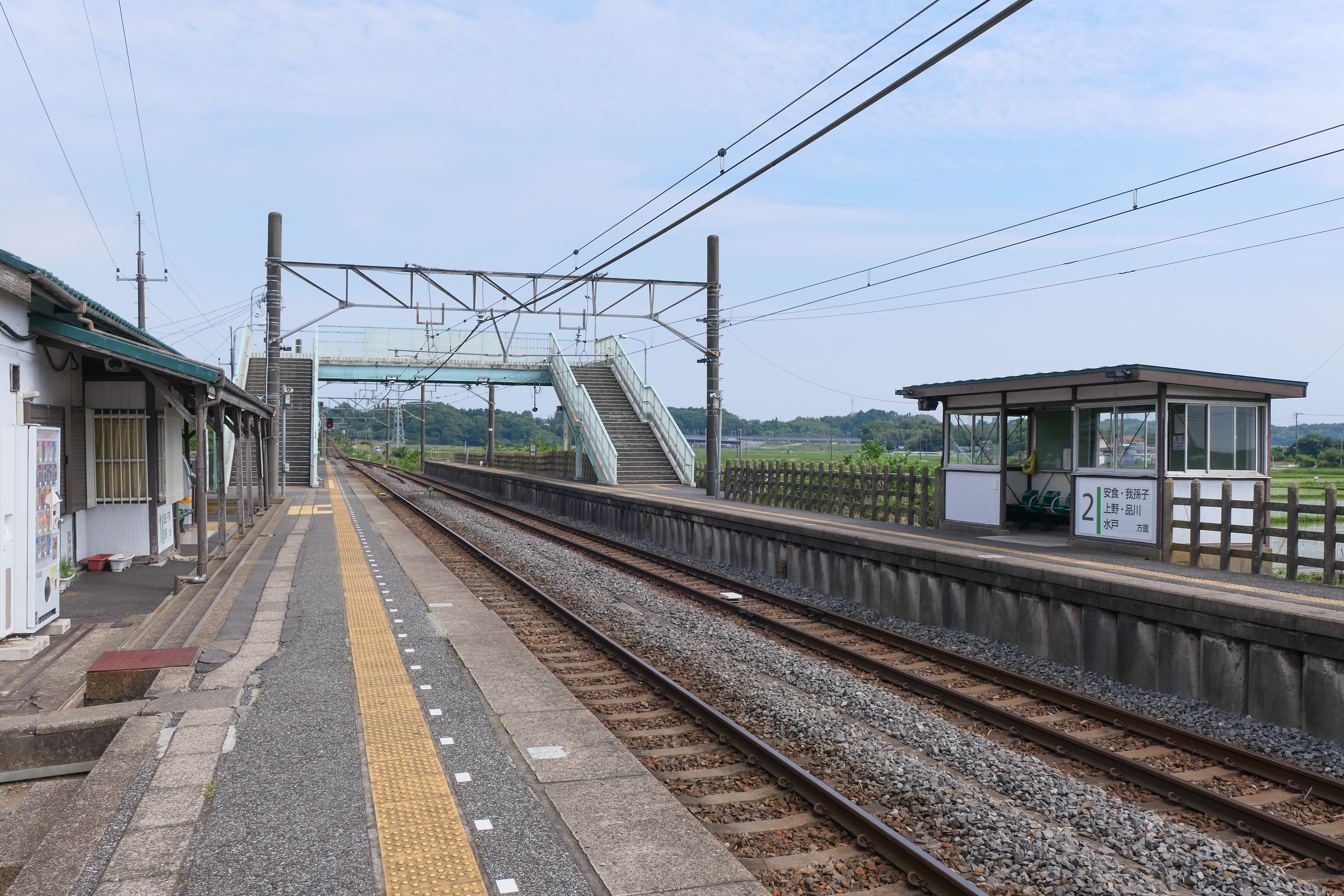
月台（2021年5月）
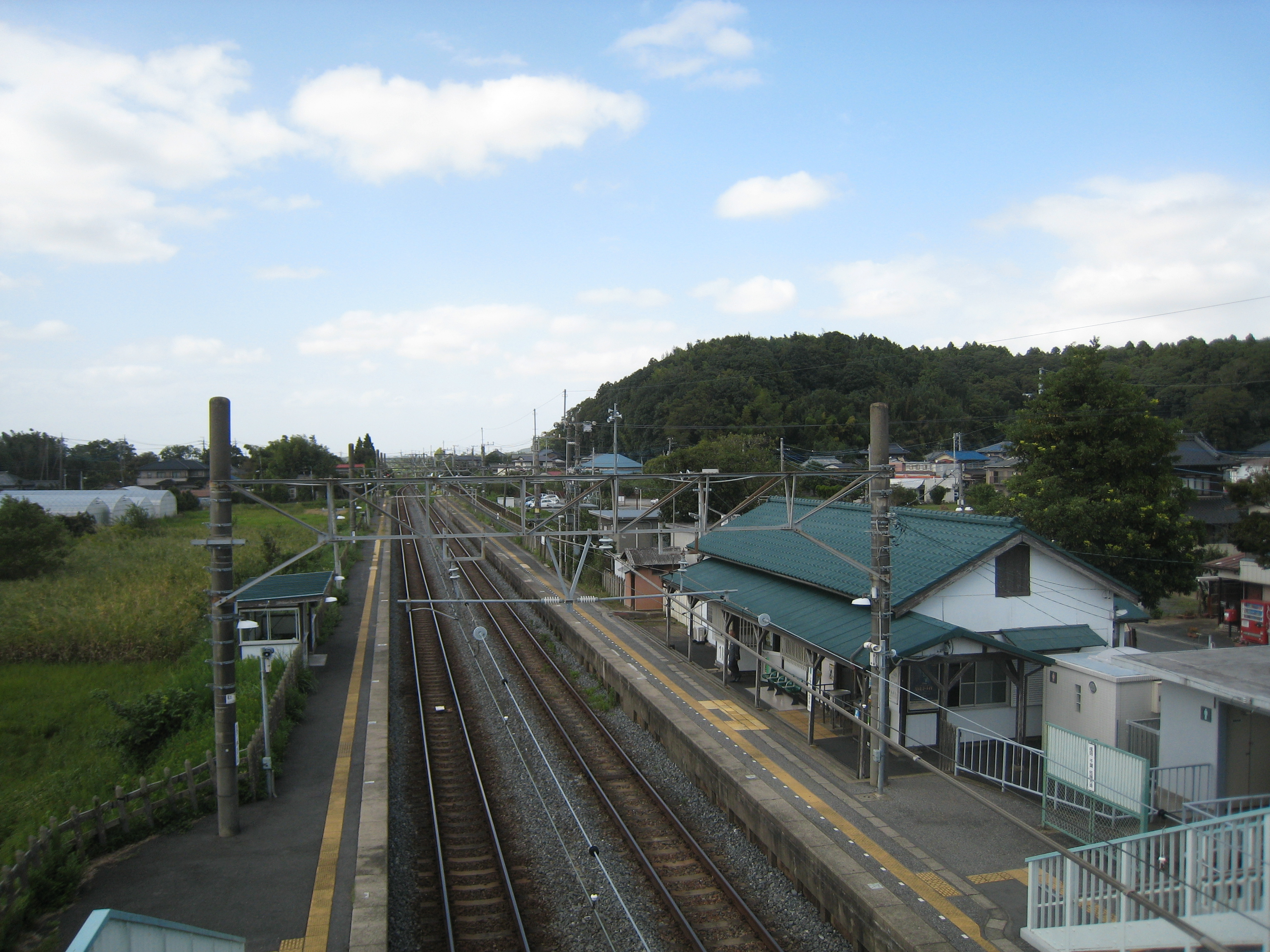
從跨線橋望向月台（2014年9月27日）
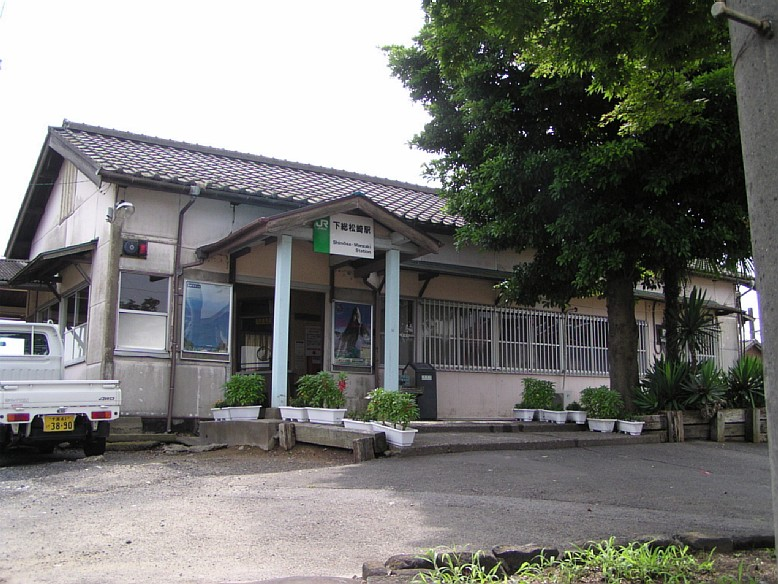
外牆塗裝前的車站大樓（2005年7月10日）

## 使用狀況
在2019年（令和元年）度1日平均乘車人次為712人，以下為乘車人次變化列表：
| 乘車人次變化       | 乘車人次變化     | 乘車人次變化 |
| 年度               | 1日平均 乘車人次 | 參考資料     |
| ------------------ | ---------------- | ------------ |
| 1990年（平成02年） | 911              | [ * 1 ]      |
| 1991年（平成03年） | 943              | [ * 2 ]      |
| 1992年（平成04年） | 994              | [ * 3 ]      |
| 1993年（平成05年） | 1,021            | [ * 4 ]      |
| 1994年（平成06年） | 903              | [ * 5 ]      |
| 1995年（平成07年） | 921              | [ * 6 ]      |
| 1996年（平成08年） | 952              | [ * 7 ]      |
| 1997年（平成09年） | 971              | [ * 8 ]      |
| 1998年（平成10年） | 985              | [ * 9 ]      |
| 1999年（平成11年） | 992              | [ * 10 ]     |
| 2000年（平成12年） | 931              | [ * 11 ]     |
| 2001年（平成13年） | 937              | [ * 12 ]     |
| 2002年（平成14年） | 925              | [ * 13 ]     |
| 2003年（平成15年） | 904              | [ * 14 ]     |
| 2004年（平成16年） | 869              | [ * 15 ]     |
| 2005年（平成17年） | 833              | [ * 16 ]     |
| 2006年（平成18年） | 816              | [ * 17 ]     |
| 2007年（平成19年） | 786              | [ * 18 ]     |
| 2008年（平成20年） | 805              | [ * 19 ]     |
| 2009年（平成21年） | 802              | [ * 20 ]     |
| 2010年（平成22年） | 764              | [ * 21 ]     |
| 2011年（平成23年） | 730              | [ * 22 ]     |
| 2012年（平成24年） | 699              | [ * 23 ]     |
| 2013年（平成25年） | 725              | [ * 24 ]     |
| 2014年（平成26年） | 722              | [ * 25 ]     |
| 2015年（平成27年） | 717              | [ * 26 ]     |
| 2016年（平成28年） | 721              | [ * 27 ]     |
| 2017年（平成29年） | 691              | [ * 28 ]     |
| 2018年（平成30年） | 692              | [ * 29 ]     |
| 2019年（令和元年） | 712              |              |

## 車站周邊

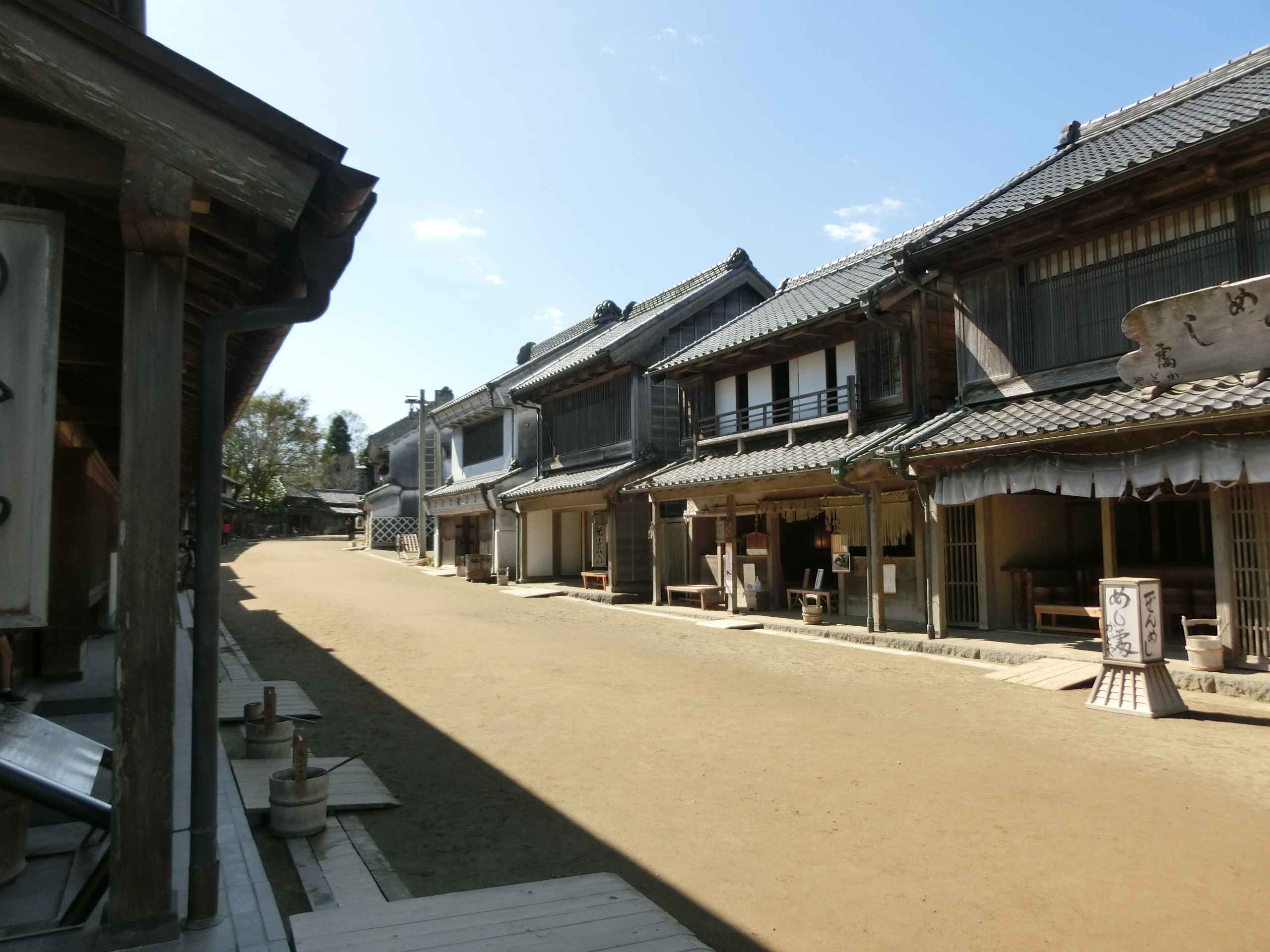
千葉縣立房總之村（町屋 (商家)之町並）

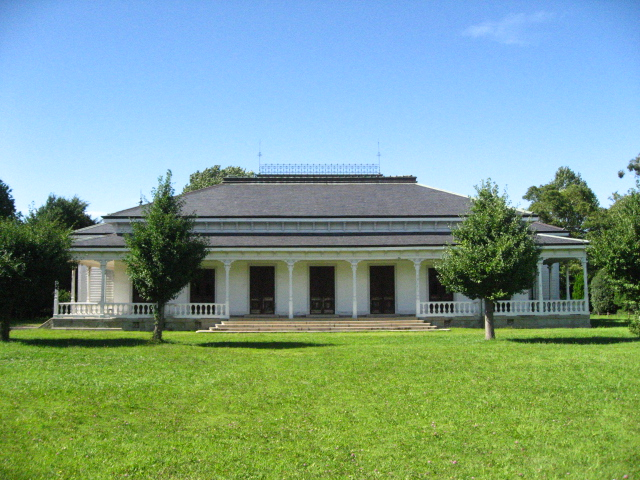
舊學習院初等科正堂（國家重要文化財）

站前設有公共電話，站周邊資訊板、郵筒（站外）。車站大樓入口設有簡單吸煙處和水道。另外，也設有數個停車位，以及設有由成田市管理的單車停泊處（免費）。在JR東日本由主辦「車站從遠足」，遠足路線從此站途經千葉縣立房總之村和龍角寺前往安食站。車站西邊為北印旛沼。
- 國道464號（日语：国道464号）
- 千葉縣道18號成田安食線（日语：千葉県道18号成田安食線）
- 千葉縣道206號下總松崎停車場線（日语：千葉県道206号下総松崎停車場線）
- 京成成田機場線 - 從月台可看見高架橋樑。另外，在車站東邊約1.5公里設有成田湯川站。
- 關東親睦之道（日语：関東ふれあいの道）
  - 此站 - 千葉縣立房總之村 - 龍角寺（日语：龍角寺） - 龍正院（日语：龍正院） - 滑川站
  - 此站 - 印旛沼 - 甚兵衛之渡 - 公津之杜站
- 千葉縣立成田西陵高等學校（日语：千葉県立成田西陵高等学校）
- 松崎郵局
- 坂田池綜合公園 - 江戶時代已經成為灌溉池。
- 大和之湯 - 成田周邊唯一天然溫泉。
- 千葉縣立房總之村（日语：千葉県立房総のむら） - 步行約28分鐘。
  - 舊學習院初等科正堂（日语：旧学習院初等科正堂）
  - 舊御子神家住宅（日语：旧御子神家住宅）
  - 龍角寺岩屋古墳（日语：龍角寺岩屋古墳）
  - 風土記之丘（日语：風土記の丘）資料館

## 相鄰車站
東日本旅客鐵道（JR東日本）
■成田線（我孫子支線）
安食－下總松崎－成田（JO 35）

## 注腳

### 使用狀況
1. ↑  千葉縣統計年鑑 （页面存档备份，存于）（日語） - 千葉縣
2. ↑  成田市統計書 （页面存档备份，存于）（日語） - 成田市

JR東日本2000年度以後的乘車人次
1. ↑  各駅の乗車人員（2000年度） （页面存档备份，存于）（日語） - JR東日本
2. ↑  各駅の乗車人員（2001年度） （页面存档备份，存于）（日語） - JR東日本
3. ↑  各駅の乗車人員（2002年度） （页面存档备份，存于）（日語） - JR東日本
4. ↑  各駅の乗車人員（2003年度） （页面存档备份，存于）（日語） - JR東日本
5. ↑  各駅の乗車人員（2004年度） （页面存档备份，存于）（日語） - JR東日本
6. ↑  各駅の乗車人員（2005年度） （页面存档备份，存于）（日語） - JR東日本
7. ↑  各駅の乗車人員（2006年度） （页面存档备份，存于）（日語） - JR東日本
8. ↑  各駅の乗車人員（2007年度） （页面存档备份，存于）（日語） - JR東日本
9. ↑  各駅の乗車人員（2008年度） （页面存档备份，存于）（日語） - JR東日本
10. ↑  各駅の乗車人員（2009年度） （页面存档备份，存于）（日語） - JR東日本
11. ↑  各駅の乗車人員（2010年度） （页面存档备份，存于）（日語） - JR東日本
12. ↑  各駅の乗車人員（2011年度） （页面存档备份，存于）（日語） - JR東日本
13. ↑  各駅の乗車人員（2012年度） （页面存档备份，存于）（日語） - JR東日本
14. ↑  各駅の乗車人員（2013年度） （页面存档备份，存于）（日語） - JR東日本
15. ↑  各駅の乗車人員（2014年度） （页面存档备份，存于）（日語） - JR東日本
16. ↑  各駅の乗車人員（2015年度） （页面存档备份，存于）（日語） - JR東日本
17. ↑  各駅の乗車人員（2016年度） （页面存档备份，存于）（日語） - JR東日本
18. ↑  各駅の乗車人員（2017年度） （页面存档备份，存于）（日語） - JR東日本
19. ↑  各駅の乗車人員（2018年度） （页面存档备份，存于）（日語） - JR東日本
20. ↑  各駅の乗車人員（2019年度） （页面存档备份，存于）（日語） - JR東日本

千葉縣統計年鑑
1. ↑  千葉縣統計年鑑（平成3年） （页面存档备份，存于）（日語）
2. ↑  千葉縣統計年鑑（平成4年） （页面存档备份，存于）（日語）
3. ↑  千葉縣統計年鑑（平成5年） （页面存档备份，存于）（日語）
4. ↑  千葉縣統計年鑑（平成6年） （页面存档备份，存于）（日語）
5. ↑  千葉縣統計年鑑（平成7年） （页面存档备份，存于）（日語）
6. ↑  千葉縣統計年鑑（平成8年） （页面存档备份，存于）（日語）
7. ↑  千葉縣統計年鑑（平成9年） （页面存档备份，存于）（日語）
8. ↑  千葉縣統計年鑑（平成10年） （页面存档备份，存于）（日語）
9. ↑  千葉縣統計年鑑（平成11年） （页面存档备份，存于）（日語）
10. ↑  千葉縣統計年鑑（平成12年） （页面存档备份，存于）（日語）
11. ↑  千葉縣統計年鑑（平成13年） （页面存档备份，存于）（日語）
12. ↑  千葉縣統計年鑑（平成14年） （页面存档备份，存于）（日語）
13. ↑  千葉縣統計年鑑（平成15年） （页面存档备份，存于）（日語）
14. ↑  千葉縣統計年鑑（平成16年） （页面存档备份，存于）（日語）
15. ↑  千葉縣統計年鑑（平成17年） （页面存档备份，存于）（日語）
16. ↑  千葉縣統計年鑑（平成18年） （页面存档备份，存于）（日語）
17. ↑  千葉縣統計年鑑（平成19年） （页面存档备份，存于）（日語）
18. ↑  千葉縣統計年鑑（平成20年） （页面存档备份，存于）（日語）
19. ↑  千葉縣統計年鑑（平成21年） （页面存档备份，存于）（日語）
20. ↑  千葉縣統計年鑑（平成22年） （页面存档备份，存于）（日語）
21. ↑  千葉縣統計年鑑（平成23年） （页面存档备份，存于）（日語）
22. ↑  千葉縣統計年鑑（平成24年） （页面存档备份，存于）（日語）
23. ↑  千葉縣統計年鑑（平成25年） （页面存档备份，存于）（日語）
24. ↑  千葉縣統計年鑑（平成26年） （页面存档备份，存于）（日語）
25. ↑  千葉縣統計年鑑（平成27年） （页面存档备份，存于）（日語）
26. ↑  千葉縣統計年鑑（平成28年） （页面存档备份，存于）（日語）
27. ↑  千葉縣統計年鑑（平成29年） （页面存档备份，存于）（日語）
28. ↑  千葉縣統計年鑑（平成30年） （页面存档备份，存于）（日語）
29. ↑  千葉縣統計年鑑（令和元年） （页面存档备份，存于）（日語）

## 外部連結
- 車站資訊（下總松崎）：東日本旅客鐵道（日語）